# Triclisia subcordata
Triclisia subcordata är en tvåhjärtbladig växtart som beskrevs av Oliver. Triclisia subcordata ingår i släktet Triclisia och familjen Menispermaceae. Inga underarter finns listade i Catalogue of Life.